# Strade nazionali in Svizzera
In Svizzera si definiscono strada nazionale (in tedesco Nationalstrasse; in francese route nationale) i tratti stradali di importanza generale per la Confederazione; essi sono di proprietà della Confederazione stessa e ad essa compete la loro costruzione e manutenzione tramite l'Ufficio federale delle strade (USTRA).

## Classi
Le strade nazionali sono ripartite in tre classi, a seconda delle caratteristiche tecniche:
- prima classe: strade riservate agli autoveicoli, accessibili solo in punti determinati, a doppia carreggiata e senza intersezioni a raso[4];
- seconda classe: strade riservate agli autoveicoli, accessibili solo in punti determinati e senza intersezioni a raso[5];
- terza classe: strade accessibili a tutti gli utenti, con possibili intersezioni a raso e attraversamenti di centri abitati[6].

Pertanto le tre classi di strade nazionali sono rispettivamente autostrade, semiautostrade e strade principali.
La classificazione di strada nazionale è di tipo esclusivamente amministrativo e come tale non è segnalata agli utenti della strada; i segnali stradali riportano esclusivamente la classificazione tecnica della strada (autostrada, semiautostrada o strada principale), a prescindere dalla loro classificazione amministrativa.

## Elenco
Di seguito si riporta l'elenco delle strade nazionali aggiornato al 2017
| Numero | Percorso | Note |
| ------ | --- | ---- |
| N 1    | Ginevra (confine) - Losanna - Yverdon-les-Bains - Berna - Zurigo - Winterthur - San Gallo - St. Margrethen                                                         |      |
| N 2    | Basilea (confine) - galleria del Bölchen - Härkingen e Wiggertal - Lucerna - Stans - Altdorf - Galleria del San Gottardo - Bellinzona - Lugano - Chiasso (confine) |      |
| N 3    | Basilea (confine) - Wiese e Augst - Birrfeld e Zurigo (Limmattal) - Galleria di Aesch - Galleria di Uetliberg - Pfäffikon - Sargans                                |      |
| N 4    | Thayngen (confine) - Sciaffusa - Winterthur e Zurigo - Galleria di Islisberg - Cham - Svitto - Altdorf                                                             |      |
| N 5    | Yverdon-les-Bains - Neuchâtel - Bienne - Neuchâtel - Soletta (Luterbach)                                                                                           |      |
| N 6    | Bienne - Berna (Schönbühl) e Berna (Wankdorf) - Thun - Spiez - Gampel                                                                                              |      |
| N 7    | Winterthur - Frauenfeld - Kreuzlingen (confine) |      |
| N 8    | Spiez - Interlaken - Brünig - Sarnen - Lopper |      |
| N 9    | Vallorbe (confine) - Orbe (Essert-Pittet) e Losanna (Villars-Ste-Croix) - Sion - Briga - Sempione - Gondo (confine)                                                |      |
| N 11   | Zurigo - Kloten |      |
| N 12   | Vevey - Friburgo - Berna |      |
| N 13   | St. Margrethen (confine) - Sargans - Coira - Thusis - San Bernardino - Bellinzona - Locarno                                                                        |      |
| N 14   | Lucerna - Zugo - Wädenswil |      |
| N 15   | Brüttisellen - Wetzikon - Rapperswil - Reichenburg |      |
| N 16   | Boncourt (confine) - Delémont - Bienne |      |
| N 17   | Niederurnen - Glarona |      |
| N 18   | Delémont - Basilea |      |
| N 20   | Le Locle (confine) - La Chaux-de-Fonds - Galleria Vue des Alpes - Neuchâtel e Thielle - Murten                                                                     |      |
| N 21   | Martigny - Portale del tunnel del Gran San Bernardo |      |
| N 22   | Pratteln - Liestal - Sissac |      |
| N 23   | Grüneck - Meggenhus |      |
| N 24   | Mendrisio - Gaggiolo (confine) |      |
| N 25   | San Gallo - Herisau - Appenzello |      |
| N 28   | Landquart - Klosters |      |
| N 29   | Thusis - Silvaplana |      |